# Schloss Schmida

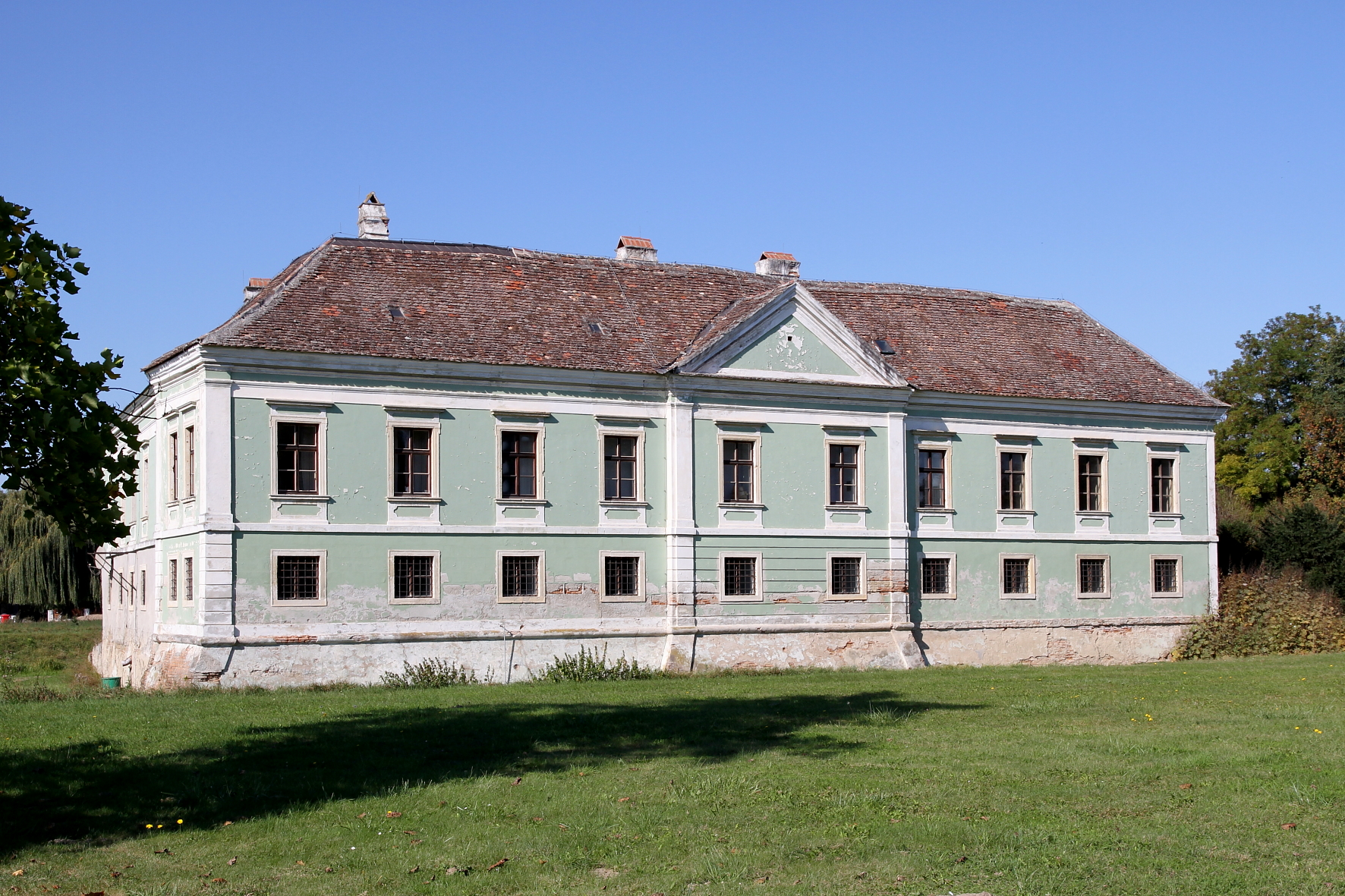
Ansicht von Osten

Das Schloss Schmida ist ein zweigeschoßiges, vierflügeliges, barockes, ehemaliges Wasserschloss mit einem Renaissancekern. Es liegt in Schmida, einer Ortschaft und Katastralgemeinde der Marktgemeinde Hausleiten im Bezirk Korneuburg in Niederösterreich. Es steht im Südwesten des Ortes in einer Niederung unweit des Ufers des Stranzendorfer Baches. Es steht unter Denkmalschutz.

## Geschichte
Die erste urkundliche Erwähnung stammt aus dem Jahre 1327, als ein „haus ze Smida“ der Herren von Schmida erwähnt wurde, nachdem bereits 1313 die dem hl. Nikolaus geweihte Burgkapelle Erwähnung gefunden hat. Von den Herren von Schmida ging die Herrschaft in das Eigentum der Dossen von Hagendorf über. Nach deren Aussterben belehnte Kaiser Friedrich III. die Freiherren Sigmund und Heinrich Prüschenk am 9. Juli 1483 mit dem Ort Schmida und allen anderen Gütern dieses Rittergeschlechts. Nominell war der Besitz zwar bis 1716 Lehen des Stiftes Göttweig, wurde jedoch 1483 ebenfalls den Prüschenk überlassen, die 1499 in den Reichsgrafenstand als Grafen zu Hardegg und im Machlande erhoben wurden.
1485 eroberten die Ungarn die Veste, brannten sie nieder und hielten sie bis zum Frieden von Pressburg (1491) besetzt. 1492 ging die Herrschaft endgültig in den Besitz der Hardegger über. 1524 machte Julius I. von Hardegg die Burg zu seinem Wohnsitz und zu einem Stützpunkt des Protestantismus im nördlichen Tullnerfeld.

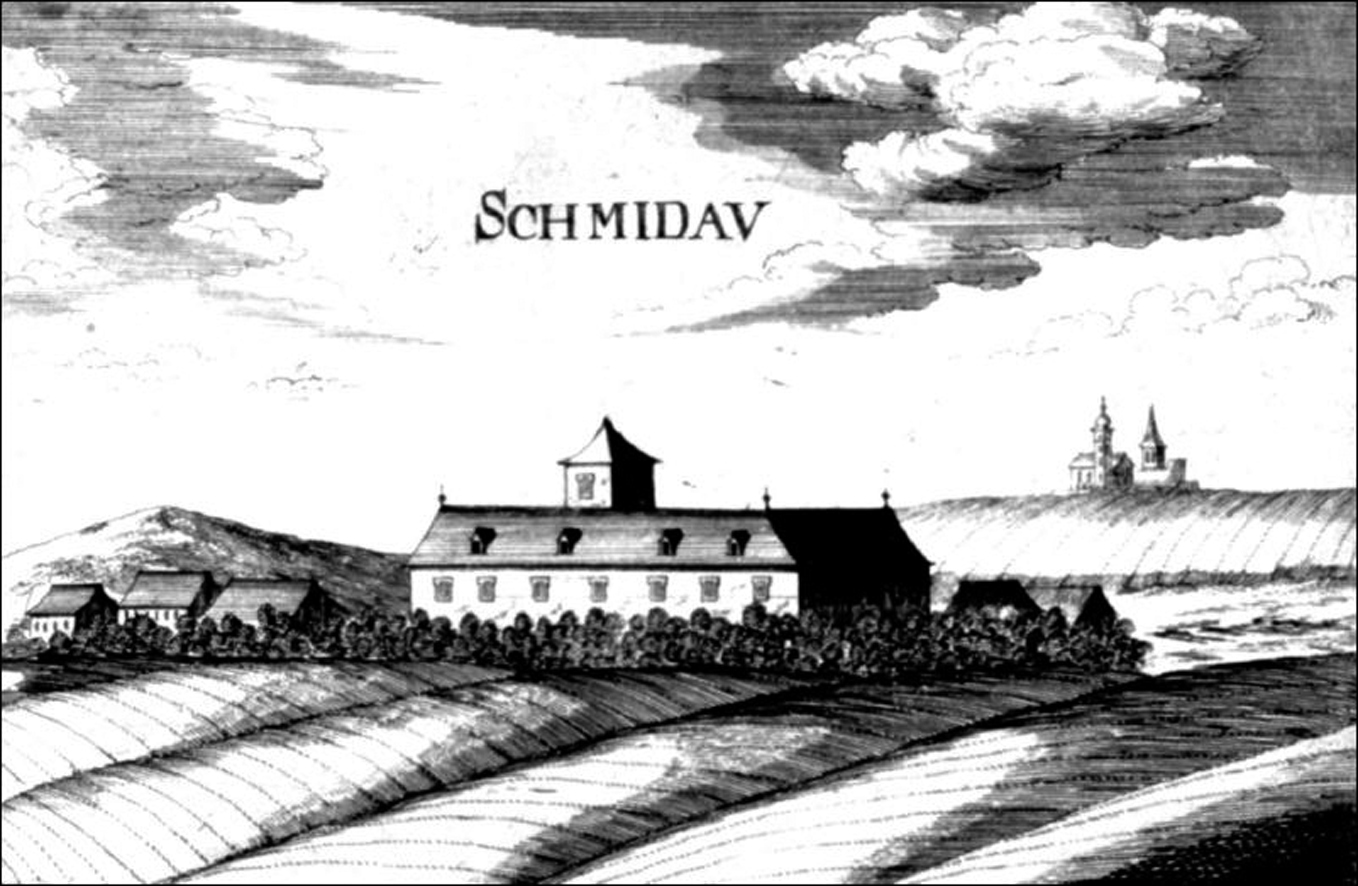
Der Renaissancebau (Stich von Vischer aus dem Jahre 1672)

Während des Ersten Österreichischen Türkenkrieges zerstörten die Türken 1529 die Veste und die Burgkapelle. 1548 wurde die Burg neu aufgebaut, wobei an der Stelle der abgerissenen Kapelle ein Turm errichtet wurde. Der Bau, der wegen des sumpfigen Bodens auf Pfählen errichtet wurde, wird dem landesfürstlichen Festungsbaumeister Francesco de Pozzo zugeschrieben. Graf Georg Friedrich von Hardegg ließ das Gebäude zwischen 1595 und 1600 durchgreifend renovieren und die bisherige mittelalterliche Burg zu einem zweigeschoßigen Renaissanceschloss ausbauen. Das Aussehen dieses Renaissancebauwerkes ist nur noch auf zeitgenössischen Gemälden und Fresken sowie auf einem Stich von Georg Matthäus Vischer überliefert.
Die Verwandlung vom Renaissance- zum Barockschloss vollzog sich nach erheblicher Vernachlässigung. Im 17. Jahrhundert in den Jahren 1709 bis 1719 gab Johann Julius Graf Hardegg Jakob Prandtauer und Johann Jakob Castelli als Bauführern den Auftrag zum Ausbau.
Die Konsekration der barocken Kapelle erfolgte im Jahre 1724.
Seit dem Umbau diente das Schloss den Hardeggern als Jagdschloss und wurde von ihnen bis zum Jahre 1945 zumindest zur Jagdzeit bewohnt. Aus dieser Zeit sind mehrere Besuche von Kaiser Karl VI. auch mit seiner Tochter Maria Theresia überliefert.
Nach dem Zweiten Weltkrieg wurde das Schloss durch die russische Besatzungsmacht verwüstet und war für Jahrzehnte unbewohnbar. Georg Stradiot (vormals Maier), Enkel einer Stetteldorfer Hardegg, hatte bereits die Burg Marsbach erworben und kaufte ferner das Schloss Juliusburg in Stetteldorf auf Leibrente von der letzten Gräfin Hardegg. Von einem weiteren Hardegger Erben erwarb er das Schloss Schmida, das er teilweise renovierte. Seit 2017 ist Elisabeth Auersperg-Breunner Eigentümerin von Schloss Schmida.

## Baubeschreibung

### Außen
Seit 1975 sind die ehemals vom Stranzendorfer Bach gespeisten Wassergräben trocken, sind jedoch im Gelände mit Ausnahme im Bereich der Eingangsfront im Norden noch zu erkennen. Sie haben an der Rückseite des Gebäudes eine beträchtliche Breite. Durch die Einebnung der Gräben wurde auch das Aussehen des Gebäudes verändert, das ursprünglich über einem hohen geböschten Sockel errichtet war. Der Bau hat einen trapezförmigen Grundriss und gleicht einem großen Vierkanthof. Die Fundamente des mittelalterlichen Vorgängerbaues dürften beim Neubau im Jahre 1548 genutzt worden sein, worauf einige Unregelmäßigkeiten im Grundriss schließen lassen. Der Turm in der Nordwestecke, der auf dem Vischer-Stich von 1672 zu erkennen ist, wurde später abgetragen.
Die Bausubstanz des Nordteiles stammt vom Jagdschloss der Renaissance aus dem 16. Jahrhundert. Der Südtrakt mit der Kapelle ist erst 1719, gleichzeitig mit der einheitlichen Fassadierung des gesamten Gebäudes im Barockstil entstanden.

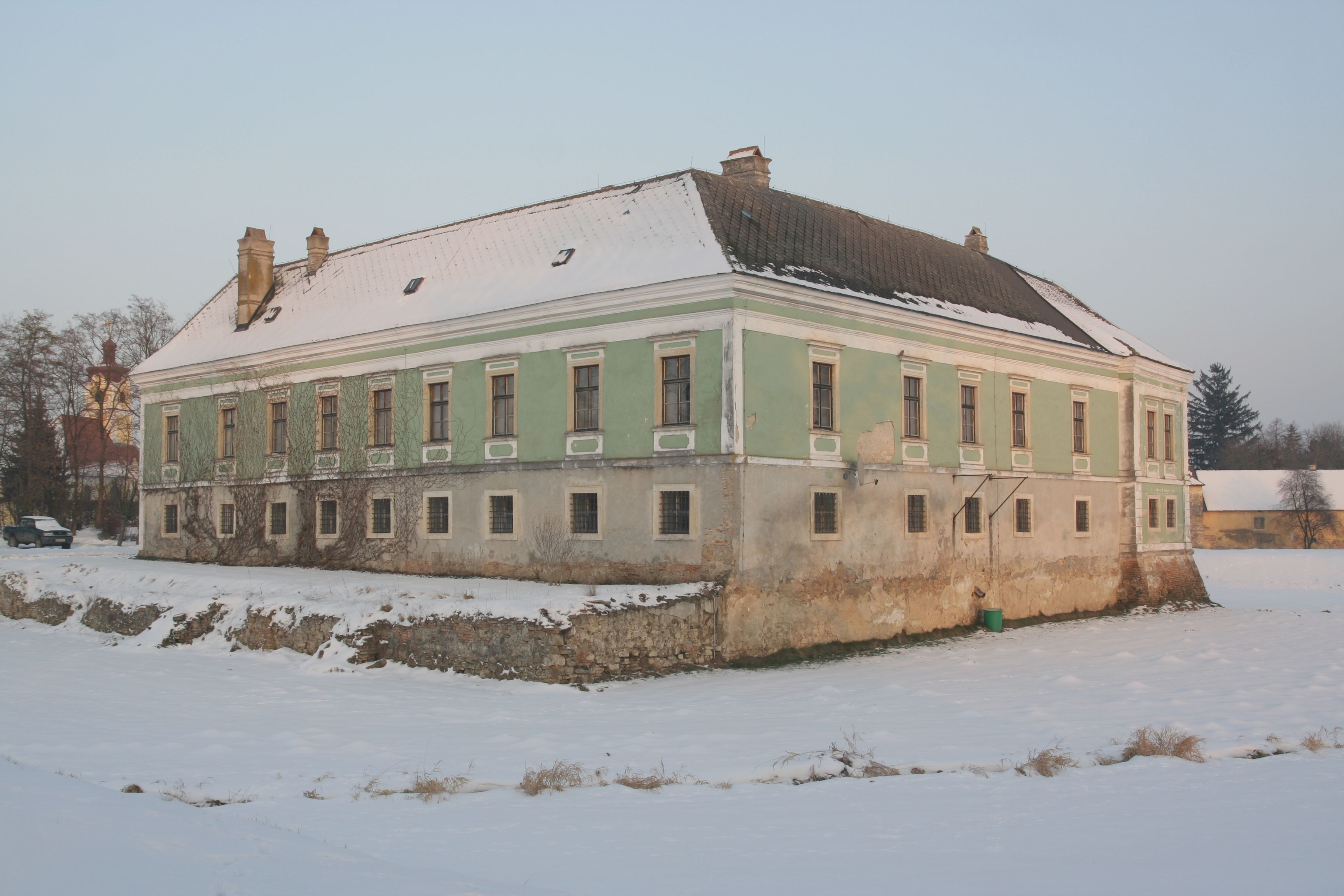
Der West- und Südflügel

Alle vier Gebäudetrakte werden durch Walmdächer mit barocken Rauchfängen abgeschlossen. Die Fassaden sind durch ein umlaufendes, verkröpftes Gurtgesims, Eckfaschen und ein umlaufendes Abschlussgebälk mit Architravfasche gegliedert. Die Fenster mit architravierten Ohrgewänden sind im Erdgeschoß quadratisch und vergittert, jene im Obergeschoß sind rechteckig und haben Sohlbänke, Fensterverdachungen und Parapet– und Bekrönungsfelder.
Der Nordtrakt hat fünf asymmetrisch angeordnete Fensterachsen. Ein Korbbogenportal mit profilierter Laibung in der zweiten Achse von rechts bildet den Zugang zum Schloss. Das Jalousientor stammt aus der ersten Hälfte des 19. Jahrhunderts und eine Breitluke vom Baukern aus dem 16. Jahrhundert.
Über den Resten des hohen geböschten Sockels erhebt sich der neunachsige Westtrakt, an den der siebenachsige Südtrakt anschließt. Die beiden östlichen Fensterachsen des Südtraktes treten als Risalit auf Resten des geböschten Sockels aus der Fassade hervor. Der Risalit ist mit Lisenen mit einer Eckquaderung im Erdgeschoß gerahmt. Er stellt den südlichen Abschluss des Osttraktes dar.
Der achtachsige Osttrakt stellt eine regelmäßige symmetrische Ergänzung des Vorgängerbaus mit einer über die südliche Bauflucht herausragenden Südostecke dar. Er erhebt sich über dem Sockel, der durch ein Wulstgesims abgeschlossen wird. Die Fassade des Osttraktes wird durch einen zweiachsigen, lisenengerahmten Mittelrisalit mit Dreieckgiebel betont. Mauer und Lisenen haben im Erdgeschoß eine horizontale Putzbandgliederung.
Die Obergeschoßgliederung im Hof mit Fenster- und Türrahmungen entspricht jener an den Außenfronten. Unter einer weit ausladenden, schützenden Traufkehle liegt auf profilierten Kragkonsolen ein äußerer, umlaufender Erschließungsgang mit einem durch Eisenbögen zur Hausmauer hin versteiften Schmiedeeisengeländer.

### Innen
Vom ehemaligen Turm an der Nordwestecke ist noch das Kreuzgratgewölbe im Erdgeschoß, von der Bausubstanz des Renaissanceschlosses eine Wendeltreppe und die Stichkappentonnen im Erdgeschoß des Nordflügels erhalten. Die übrigen Stichkappentonnen sind barocken Ursprungs. Die Wendeltreppe mit einem Spindelhandlauf aus dem 16. Jahrhundert führt vom Keller bis zum Dachboden. Ein barockes, zweiläufiges Treppenhaus mit einer Obergeschoßhalle ist in der Südostecke des Schlosses. Im Obergeschoß sind vorwiegend gekehlte Flachdecken mit geschwungenen Putzschnittspiegeln.

## Die Kapelle

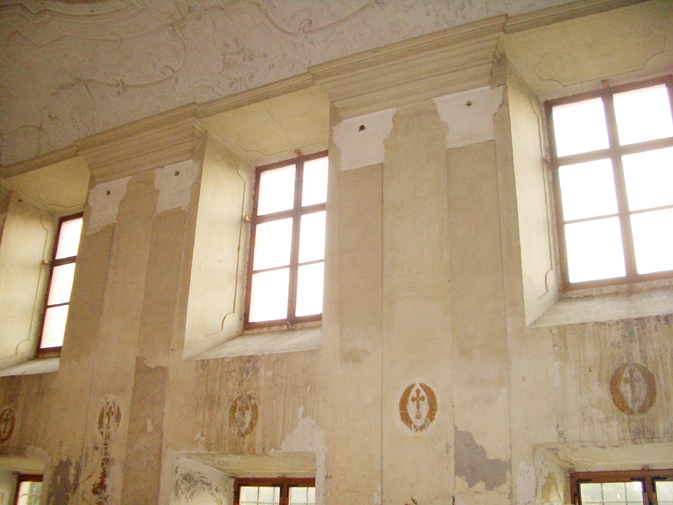
Seitenwand der ehemaligen Schlosskapelle mit Doppelpilastern

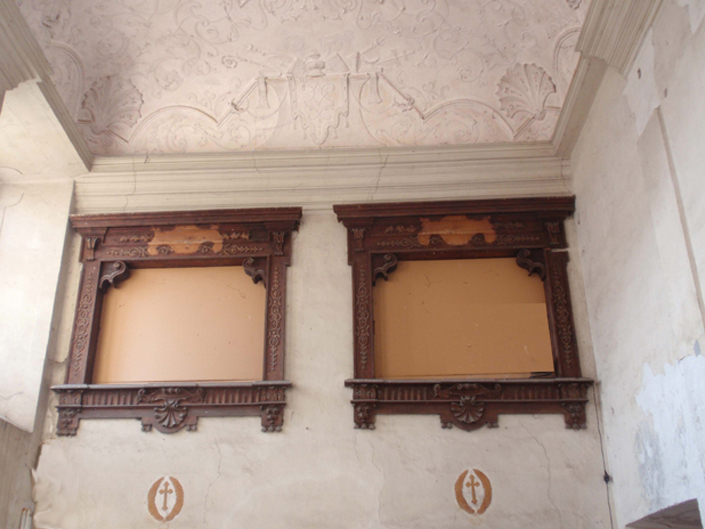
Doppeloratorium in der ehemaligen Schlosskapelle

Die im Jahre 1945 zerstörte Schlosskapelle lag in einem über zwei Geschoße reichenden, rechteckigen Raum in der Nordostecke des Gebäudes. Der Raum ist durch Doppelpilaster mit umlaufendem Gebälk gegliedert.
Die Schlosskapelle von Schmida ist dem hl. Nikolaus geweiht und wird bereits 1313 genannt. Zu dieser Zeit dürfte die Burg von Schmida im Besitz der Familie Doss gewesen sein, in der der Name Niklas (oder Nikolaus) ein Leitname gewesen ist. In einer Urkunde von 1327 – die sich heute im Pfarrarchiv befindet – setzt ein Leb von Gravenwerd, der zu dieser Zeit auf Schmida sitzt, ein Messstipendium aus. Demnach soll in der „sand Nyclas chapellen“ jeden Mittwoch sowie am Weihnachts- und am Ostertag und am Fest des hl. Nikolaus eine Messe gelesen werden.

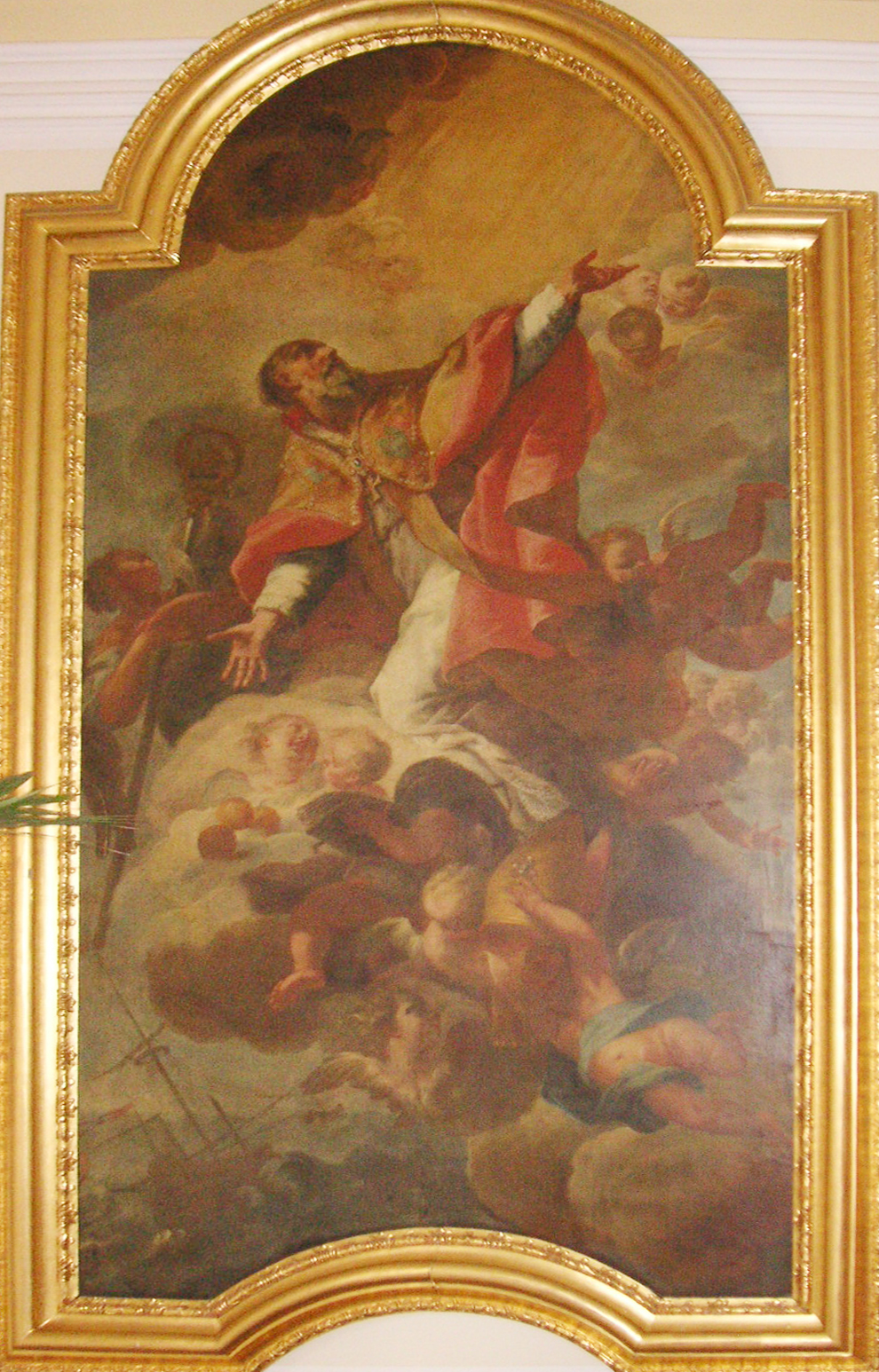
Das Altarbild befindet sich heute im Stiegenaufgang des Rathauses von Stockerau

Für 1544 wird berichtet, dass die Kapelle mit dem Sakramentshäuschen abgerissen und hier an der Nordostecke der bei Vischer abgebildete Turm errichtet wurde. Danach gab es im Schloss wohl keine Kapelle mehr, weshalb die Gräfin Anna Maria nahe dem Bau ein hölzernes Bethaus errichten ließ. Erst im Zuge des barocken Umbaus wurde wieder eine Schlosskapelle errichtet, die 1724 ebenfalls dem hl. Nikolaus geweiht wurde. Schweickhardt schreibt 1835: Das Jagdschloss an sich selbst ist von einfachem Baustyl, dagegen ist die Schloßkapell geschmackvoll erbaut, und enthält schöne Gemälde. Keck wiederum berichtet von zwei herrlichen Gemälden von Martino Altomonte. Nach dem Zweiten Weltkrieg wurden Schloss und Kapelle von den Truppen der Roten Armee devastiert und zerstört. Heute ist das Schloss bewohnt und wird durch die Stradiotsche Gutsverwaltung genutzt. Diese ist sehr bemüht die Anlage im brauchbaren Zustand zu erhalten und es werden laufend Renovierungsarbeiten durchgeführt.
Die Schlosskapelle ist ein über zwei Geschoße reichender rechteckiger Raum mit ca. 10 m Länge und 5,2 m Breite. Der Andachtsraum wird durch Doppelpilaster und umlaufendes Gebälk gegliedert. An der Südseite befindet sich ein – ursprünglich vom Schloss aus direkt begehbares – Doppeloratorium mit ornamentierter hölzerner Rechteckrahmung. Am Muldengewölbe befindet sich barocker Laub- und Bandlwerkstuck mit sakralen Insignien und anderen ornamentalen Figuren. Im geschwungenen Mittelspiegel befand sich früher ein Dreifaltigkeitsgemälde, das Martino Altomonte zugeschrieben wurde. Am Altar befand sich ein Gemälde des hl. Nikolaus, das von Johann Georg Schmidt (um 1685–1748) – der sogenannte Wiener Schmidt – gemalt wurde. Das Bild aus Schmida befindet sich heute im Rathaus von Stockerau bei der Feststiege im Foyer. Dort kann es während der Amtsstunden besichtigt werden.